# Аргей II
Аргей II (дав.-гр. Ἀργαῖος Βʹ ὁ Μακεδών) — македонський цар, що правив у 392—391 роках до н. е.

## Життєпис
Походження його достеменно невідомо, напевніше належав до династії Лінкестидів і був сином царя Павсанія. За іншою версією був родичем Архелая I.
Існує версія, що Аргей міг правити в 385—383 до н. е., як, як васал Олінфського союзу. Ця гіпотеза не узгоджується із свідченнями Діодора, що Амінт II був вигнаний внаслідок іллірійського вторгнення під проводом Барділла, яке історики датують 393/392 роками до н. е. Саме поразка Амінти III дала можливість Аргею підняти заколот, захопивши 392 року до н. е. владу.
Згідно Ісократу Аргей II стикнувся з якимось варварами, що захопили майже усю Македонію. Можливо це були дардани, іллірійці або фракійці. Але зрештою Аргею II вдалося відновити владу в Македонії. Проте 391 року до н. е. він був повалений Амінтою III, якому допомогли фессалійці.